# Port lotniczy Erywań Jegward
Port lotniczy Erywań Jegward – mały port lotniczy położony w Erywaniu w Armenii.